# Észak-Korea vallási élete

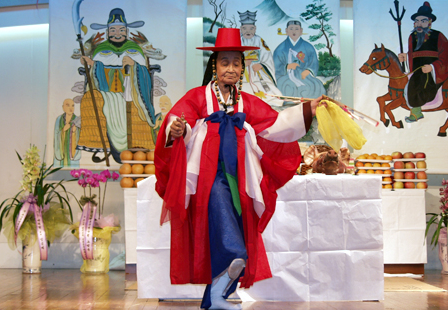
Koreai sámán

Észak-Korea vallási élete többször gyökeres fordulatot vett az elmúlt néhány évszázadban. A kereszténység megjelenése előtt a koreai sámánizmus, majd a koreai buddhizmus határozta meg az ország vallási életét.

## Kereszténység Koreában
1603-ban I Gvangdzsong (Yi Gwang-jeong) koreai diplomata hintette el a kereszténység magjait hazájában, azonban 1758-ban Jongdzso (Yeongjo) király gonosz vallásnak minősítette a kereszténységet, és betiltotta gyakorlását. 1785-ben I Szunghun (Yi Seung-hun) ismét elkezdte terjeszteni a keresztény igéket, amelyeket a jangban (yangban), a koreai nemesi osztály veszélyforrásnak vélt, ennek hatására 1801-ben megkezdődött a keresztényüldözés Koreában. Sokakat kivégeztek (így Szent Kim Andrást, az első koreai plébánost is), a hívőknek titokban kellett tartaniuk vallásukat.
A 19. század második felére fokozatos tolerancia alakult ki a keresztényekkel szemben, 1884-ben pedig megépülhetett az első protestáns templom Koreában. A keresztény szervezetek idővel démonizálni kezdték az ősi koreai kultúrának szerves részét képező koreai sámánizmust.

## A második világháború után

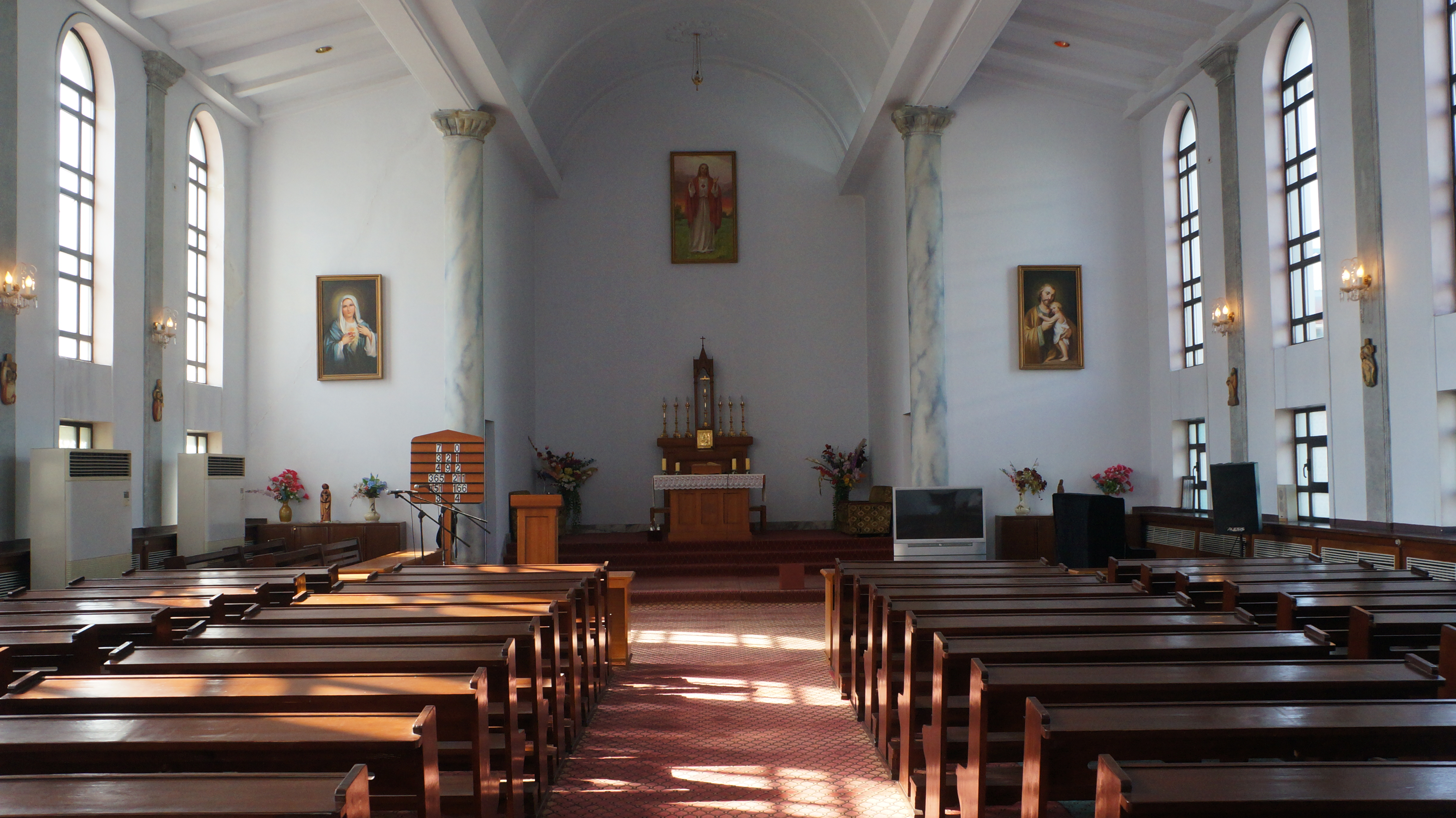
A Csangcshung (Changch'ung) Katedrális belülről

A második világháború után Korea északi részén a Szovjetunió támogatásával létrejött a Koreai Népi Demokratikus Köztársaság, Kim Ir Szen (Kim Il-sung) vezetésével. 1946-ban állami irányítással megalakult a Koreai Keresztények Szövetsége (조선그리스도교련맹), amely felügyelete alatt áll napjainkban a három phenjani (pyongyang-i) templom:
- Csangcshung Katedrális (Changch'ung Katedrális) (장충성당; 長忠聖堂) – Szongjo-kujok (Sŏngyo-kuyŏk), Csangcshung 1-tong (Changch'ung 1-tong)
- Cshilgol (Ch'ilgol) Templom (칠골교회; 칠골敎會) – Mangjongde-kujok (Mangyŏngdae-kuyŏk), Cshilgol 1-tong (Ch'ilgol 1-tong)
- Pongszu (Bongsu) Templom (봉수교회; 鳳岫敎會) – Mangjongde-kujok (Mangyŏngdae-kuyŏk), Konguk-tong (Kŏn’guk-tong)

Az 1980-as években Észak-Koreában kiadták a Biblia hazai fordítású változatát.

## Vallásszabadság Észak-Koreában
Vallások Észak-Koreában
Habár az észak-koreai alkotmány 14. cikkelye szerint bárki szabadon gyakorolhatja vallását, a külföldi szervezetek rendre vallástilalomról és állami ateizmusról számolnak be. Ilyen például az Open Doors jogvédő szervezet, amely szerint az észak-koreai keresztényeket üldözik, kivégzik, és börtönökbe zárják.
Az Committee for Human Rights in North Korea nevet viselő egyesület szerint több tízezer keresztényt tartanak politikai börtönökben Észak-Koreában.
Egy dél-koreai újság szerint 80 embert nyilvánosan kivégeztek Észak-Koreában, 2013 novemberében, többeket Biblia birtoklása miatt. A Csungang Ilbo szerint 7 városban is előfordult ilyen vérengzés.
Az egy katolikus és két protestáns épületen kívül még két vallási épület található az észak-koreai fővárosban: az Életadó Szentháromság ortodox templom (Rangnang-kujok (Rangrang-kuyŏk), Csongbek 2-tong (Chŏngbaek 2-tong)), és az Ar-Rahmán Mecset (Tedonggang-kujok (Taedonggang-kuyŏk), Munhung 2-tong (Munhŭng 2-tong)).